# Колыбелка
Колыбелка — село в Лискинском районе Воронежской области России. Административный центр Колыбельского сельского поселения. Малая родина двух Героев Советского Союза: Шамардина П. З. и Шевцова В. Н., полного кавалера ордена Славы Черноротова В. И.

## География

### Уличная сеть
| - ул. 1 Мая - ул. Героя Шевцова — в честь именитого земляка - ул. Лесная - ул. Мира - ул. Садовая | - ул. Советская - ул. Юбилейная - пер. Лесной - пер. Мира |

## История
В XVIII—XIX веках слобода принадлежала дворянскому роду Тевяшовых.
В конце XIX — начале XX веков энциклопедический словарь Брокгауза и Ефрона описывал Колыбелку следующим образом:

Слобода Острогожского уезда, Воронежской губернии, в 47 верстах к востоку от уездного города, на правом берегу Дона. Дворов 572, жителей 2214. Земская и церковно-приходская школы; общественной земли 1095 десятин.

## Население
| 1859 | 1897  | 2010  |
| ---- | ----- | ----- |
| 1974 | ↗2257 | ↘1309 |

## Известные уроженцы, жители

### В Колыбелке родились
- Владимир Николаевич Тевяшов (1840—1919) — краевед и археограф[6][7].
- Николай Николаевич Тевяшёв (1842—1905) — генерал от кавалерии, туркестанский генерал-губернатор (1904—05)[8].
- Павел Зиновьевич Шамардин (1907—76) — участник Великой Отечественной войны, Герой Советского Союза.
- Василий Никитович Шевцов (1914—99) — участник Великой Отечественной войны, Герой Советского Союза.
- Василий Иванович Шевченко (1926—97) — российский художник[9].
- Василий Иванович Черноротов (1926—83) — участник Великой Отечественной войны, полный кавалер ордена Славы.

### В селе жили и умерли
- Степан Иванович Тевяшов (1718—90) — командир Харьковского слободского казачьего полка, полковник Острогожского слободского казачьего полка.
- Владимир Степанович Тевяшов (1747—ок. 1810) — помещик, коллежский советник, близкий друг философа Григория Саввича Сковороды, который неоднократно гостил и работал в поместье Тевяшовых в Колыбелке.
- Павел Иванович Тевяшов (1789—1856) — герой Отечественной войны 1812 года[10].